# Лазаристи
Лазари́сти (англ. lazaristae, фр. lazaristes) — члени католицького товариства Конгрегації Місії (лат. Congregatio Missionis, фр. Congrégation de la Mission). Конгрегація була заснована 1625 року в Парижі французьким священиком святим Вінсентом де Полем й санкціонована 1633 року папою Урбаном VIII. Об'єднує секулярних священиків, що дали чернечі обітниці й присвячують своє життя місіонерству. Назва «лазаристи» походить від паризького Пріорства святого Лазаря, де мешкав святий Вінсент. Гасло — «Добру Новину звіщати вбогим» (лат. Evangelizare pauperibus misit me, Лк 4:18). В англомовних країнах — вінсентіани (лат. Vincentiani, від імені засновника), в іспаномовних — полі́ти (ісп. paúles, від прізвища засновника). Абревіатура — C. M. Жіноче відділення — Дочки милосердя.

## Історія
Задум створення нової конгрегації виник у св. Венсана де Поля під час його служби капеланом в багатій родині Гонді. Двома головними проблемами церкви на початку XVII столітті у Франції святий Вікентій вважав низький рівень освіченості і релігійності серед бідних верств суспільства, в першу чергу, селянства, а також низький рівень освіти і благочестя серед кліру. Вирішення цих проблем і стало головним завданням згромадження.
Важливою датою для історії Отців Лазаристів вважається 25 січня 1617 року, коли після проповіді св. Венсана в селі Фольвіль безліч людей пережили духовне звернення. Офіційною датою створення згромадження вважається 17 квітня 1625 року, коли св. Венсан і його учень Антуан Портою дали обітницю постійно молитися про справу християнської місії. Нова громада розмістилася спочатку в колегії Бон-анфан в Парижі, а в 1632 році, коли вона налічувала вже понад 140 священиків, то їй було передано монастир Сен-Лазар у Парижі, на ім'я якого Згромадження місій і отримала свою другу, але найпоширеніша назва.
Конгрегація була затверджена папою Урбаном VIII 12 січня 1632 року, проте її статут розроблявся св. Венсаном більше 30 років і прийняв остаточний вигляд лише в 1658 році.
Вже до 1660 року обителі Отців Лазаристів поширилися по всій Західній та Центральній Європі. Активно брати вели і місіонерську діяльність в нехристиянських країнах. Час заснування місій — Італія (1638), Туніс (1643), Алжир та Ірландія (1646), Мадагаскар (1648), Польща (1651).
Відповідно до заповітів свого засновника, велика увага приділялася семінаріям і богословській підготовки майбутніх священиків. До кінця XVIII століття Лазаристи очолювали майже 100 семінарій (з них 60 — у Франції).
Великий удар по громаді було завдано в ході Великої французької революції, коли були закриті і зруйновані майже всі семінарії та монастирі, включаючи і монастир Сен-Лазар.
В XIX столітті Отців Лазаристів відновили втрачені позиції і продовжили свій розвиток — були засновані нові місії в багатьох країнах Азії, в тому числі в Персії та Османської імперії, а також в Африці — в Єгипті та Ефіопії. Святий Йустин де Якобіс став першим апостольським вікарієм Ефіопії і відіграв велику роль у подоланні ворожості ефіопів до Католицької церкви.
В XX столітті конгрегація понесла нові важкі втрати - в ході громадянської війни в Іспанії були вбиті кілька десятків братів і розорено безліч обителей. Після встановлення комуністичних режимів у Східній Європі були ліквідовані або на довгий час опинилися відірваними від спілкування з конгрегацією обителі в Польщі, Угорщині, Чехословаччині та Югославії. Попри це, найбільший розквіт конгрегації припадає на 1960-ті роки, коли вона налічувала майже 6 тисяч осіб.

## Видатні особистості
За час існування конгрегації більше 200 братів, у тому числі 2 єпископа прийняли мученицьку смерть, багато хто був беатифікований. Найбільше Отців Лазаристів загинуло під час французької революції (Ж. Франсуа, А. Грюйе та ін), під час переслідування християн у Китаї в XIX столітті (бл. Ж. Г. Пербуар, Л. Кле та ін), під час іспанської громадянської війни в 1930-х роках. До числа Отців Лазаристів належали «апостол Тунісу» Ж. Герен, музиканти К. А. Вакетта і М. Мьодушевський, богослов П. Колле, місіонери і вчені Е. Гюк і Л. А. Тисни і багато інших.

## Теперішній час
У 2010 році лазаристи налічували близько 3900 членів (з них близько 3000 — священники). Обителі Отців Лазаристів об'єднані в провінції, а владою в конгрегації володіє генеральна асамблея, яка повинна збиратися не рідше одного разу на 6 років і включати в себе делегатів від кожної обителі. Генеральна асамблея обирає генерального настоятеля, з резиденцією в Римі. Лазаристи представлені в 86 країнах, загальна кількість обителей — 516; найбільше ж обителей є у Франції, Іспанії, Італії, Польщі. 
Головні напрямки діяльності згромадження - проповідь Євангелія серед бідних, католицька освіту, в тому числі і освіта клиру, керівництво семінаріями, надання допомоги в управлінні парафіями та місіонерська діяльність.

## Вища освіта
Зараз лазаристи керують такими вищими навчальними закладами:
- Університет Адамсона (Філіппіни)
- Університету Де Поля (США)
- Ніагарський університету (США)
- Університет св. Івана (Сент-Джон) (США)
- Університет св. Ізабель (Філіппіни)
- Манільський коледж св. Ізабель (Філіппіни)
- Колледж Св. мощей, Дублін (Ірландія)

Також під керівництвом ордену раніше були:
- Педагогічний коледж Святого Патріка (Drumcondra), Дублін (Ірландія)
- Університет Св. Марії коледж, Twickenham (Велика Британія)